# Darren E. Burrows
Darren E. Burrows (Winfield, Kansas; 12 de septiembre de 1966) es un actor y director de cine estadounidense, conocido por interpretar el papel de Ed Chigliak en la serie televisiva Northern Exposure. También ha actuado en películas como 976-Teléfono del infierno, Casualties of War, Cry-Baby, Clase de 1999, Amistad, El amor es extraño y en las series The X-Files y CSI: Crime Scene Investigation.

## Vida personal
De ascendencia apache y serbia por parte paterna y venezolana, cubana y siciliana, por parte materna, es hijo del actor Billy Drago y de la actriz Silvana Gallardo. De niño vivió cerca de Aulne, Kansas.
Actualmente vive en una granja en los Ozarks, Misuri, con su mujer Melinda Delgado, que es chef de cocina francesa, y sus cuatro hijos. Además de actor es diseñador de joyas.
| Año  | Película                          | Papel          | Notas                                                       |
| ---- | --------------------------------- | -------------- | ----------------------------------------------------------- |
| 1988 | 976-Teléfono del infierno         | Jeff           | Película                                                    |
| 1989 | Casualties of War                 | Cherry         | Protagonizada por Sean Penn, Michael J. Fox, John Leguizamo |
| 1990 | Cry-Baby                          | Milton Hackett |                                                             |
| 1990 | Clase de 1999                     | Sonny          |                                                             |
| 1996 | The Siege at Ruby Ridge           | Kevin Harris   |                                                             |
| 1997 | Amistad                           | Teniente Meade |                                                             |
| 1997 | Naked in the Cold Sun             | Allard         |                                                             |
| 1998 | Hi-Lo Country                     | Billy Harte    |                                                             |
| 1999 | Natural Selection                 | Glenn Royce    |                                                             |
| 2000 | Sunset Strip                      | Bobby          |                                                             |
| 2001 | Lady in the Box                   | Jerry Holway   |                                                             |
| 2001 | Morning                           | Emmanuel       |                                                             |
| 2002 | Never Get Outta the Boat          | Franky         |                                                             |
| 2005 | Forty Shades of Blue              | Michael James  |                                                             |
| 2008 | The Shadow of the Night           | Detective      | Cortometraje                                                |
| 2010 | Nonames                           | Agente Dale    |                                                             |
| 2010 | The Tell-Tale Heart               | William        | Corto en vídeo                                              |
| 2014 | El amor es Extraño                | Elliot         |                                                             |
| 2015 | Turning Home                      | Wes            |                                                             |
| 2019 | New Chilling Tales: The Anthology | Hombre joven   |                                                             |

| Año       | Título                         | Función                             | Notas             |
| --------- | ------------------------------ | ----------------------------------- | ----------------- |
| 1989      | Hard Time on Planet Earth      | Hombre joven                        |                   |
| 1990-1995 | Northern Exposure              | Ed Chigliak / Emery Whirlwind / Ned |                   |
| 1998      | NYPD Blue                      | Royce                               |                   |
| 1999      | The X Files                    | Bernard                             | Episodio: "lunes" |
| 2001      | The Lone Gunmen                | Pfeiffer                            |                   |
| 2003      | Peacemakers                    | Anthony Correo                      |                   |
| 2009      | CSI: Crime Scene Investigation | Señor Jim Hilliard                  |                   |

## Distinciones
Junto con el resto del reparto de Northern Exposure fue nominado en 1995 por el Gremio de Actores de la Pantalla al premio a la mejor Serie de Comedia